# Buffalo City
Buffalo City è un comune degli Stati Uniti, situato nella Contea di Buffalo, nello Stato del Wisconsin.